# Зимовной
Зимовной — хутор в Серафимовичском районе Волгоградской области.
Входит в состав Усть-Хопёрского сельского поселения.

## География
Находится на берегу реки Дон, напротив устья р. Хопёр.

### Улицы
- ул. Донская
- ул. Ковыльная
- ул. Хоперская
- пер. Зеленый

## Население
| 2010 |
| ---- |
| 80   |